# .me
.me는 몬테네그로의 국가 도메인이다. 2006년 6월 5일 세르비아 몬테네그로가 분리되며 할당되었다. 이 도메인이 할당되기 전까지는 .yu를 사용했다. me의 의미('나') 때문에 .name처럼 개인적 용도의 웹사이트를 주요 마케팅 대상으로 한다.

## 역사
몬테네그로는 국민 투표에서 독립이 결정된 이후 2006년 6월 3일 세르비아로부터 독립을 선언했다. 세르비아의 일부로서 몬테네그로는 비공식적으로 .cg.yu 2차 도메인을 사용하고 있었으나, 몬테네그로는 .mn.yu 도메인을 사용했으며 .cs 최상위 도메인은 유고슬라비아가 해체된 이후 2003년 몬테네그로에 할당되었지만 사용되지 않았다. 이후 몬테네그로는 국제 표준화기구 (International Organization for Standardization)에서 할당한 ISO 3166-1 두 글자 코드에서 "ME"를 할당받았다.
2007년 9월 ICANN은 .me 도메인의 운영 권한을 몬테네그로 정부에 위임했다. 이전 .yu 도메인은 .rs 도메인 레지스트리 (Serbian National Register of Internet Domain Names)에 의해 일시적으로 운영되었지만, 2009년 9월 30일 사용이 중단되었다. 루트 네임서버의 위임은 IANA에 의해 승인되었다.
이후 2008년 7월 16일에 모든 .me 도메인에 대해 다양한 등록 기관의 모든 사람이 등록할 수 있게 되었다.

## .me의 도메인 구조
몬테네그로 정부는 도메인에 대한 영단어의 뜻을 고려하여 .me를 일반 최상위 도메인과 동일하게 운영하기로 결정했다.
3단계 도메인은 아래에 따라 등록할 수 있다.
- .co.me – 제한 없으나 기업에 적합
- .net.me – 제한 없으나 인터넷 서비스 제공 업체에 적합
- .org.me – 제한 없으나 시민 단체 및 협회에 적합
- .edu.me – 초등학교 및 고등학교와 같은 교육 기관
- .ac.me – 대학과 같은 학술 및 고등 교육 기관 (몬테네그로 대학교의 기본 도메인은 ucg.ac.me)
- .gov.me – 주 및 정부 당국
- .its.me 또는 .priv.me – 제한 없으나 개인적인 사용에 적합

## 같이 보기
- .rs